# Giovanni Colombo
Giovanni Colombo (ur. 6 grudnia 1902 w Caronno w archidiecezji mediolańskiej, zm. 20 maja 1992 w Mediolanie) – włoski duchowny katolicki, arcybiskup Mediolanu (1963–1979), kardynał, w latach 1965–1966 członek komitetu zarządzającego Konferencją Episkopatu Włoch.
Studiował w Mediolanie, w seminarium, następnie na Uniwersytecie Katolickim. 29 maja 1926 przyjął święcenia kapłańskie w Mediolanie. Przez kilkadziesiąt lat wykładał zarówno w seminarium, jak i na Uniwersytecie Katolickim, w latach 1953–1960 był rektorem mediolańskiego seminarium. 7 grudnia 1948 został obdarzony godnością papieskiego prałata domowego.
25 października 1960 mianowany biskupem pomocniczym Mediolanu, z biskupią stolicą tytularną Filippoli di Arabia; otrzymał sakrę biskupią 7 grudnia 1960 z rąk ówczesnego arcybiskupa Mediolanu, Giovanniego Battisty Montiniego (późniejszego papieża Pawła VI). Brał udział w obradach Soboru Watykańskiego II. 10 sierpnia 1963 został następcą kardynała Montiniego na stolicy arcybiskupiej Mediolanu, a 22 lutego 1965 kardynałem (z tytułem prezbitera Santi Silvestro e Martino a Monti). We wrześniu 1977 był specjalnym wysłannikiem papieża na XIX Narodowy Kongres Eucharystyczny w Pescarze.
Brał udział w obu konklawe w 1978 roku, a także w I sesji Kolegium Kardynalskiego w Watykanie w listopadzie 1979. 29 grudnia 1979 zrezygnował z rządów archidiecezją w związku z osiągnięciem wieku emerytalnego.